# أشخاص يحتاجون إلى الإشراف
مصطلح الأشخاص الذين يحتاجون إلى الإشراف (PINS) هو مصطلح يكثر استخدامه في وكالات الخدمات الاجتماعية في الأمم المتحدة لوصف الحدث غير الموجود في بيت والده أو الوصي القانوني، أو الذين يخرجون حاليًا عن سيطرتهم كما يظهر من خلال جريمة الحالة ,  للشخص القاصر الحر. وغالبًا ما يتم استخدام الاختصار PINS للإشارة إلى هذا المصطلح. وغالبًا ما يكون الشخص الذي يحتاج إلى الإشراف هو هارب من بيته أو يتيم أو متشرد أو طفل صعب المراس.
ويستخدم المصطلح بصفة شائعة كمصطلح تقني في نيويورك في الولايات المتحدة، حيث يستخدم المصطلح كتشريع يحكم التعامل مع الأحداث. كما وضعت هاواي كذلك هذا المصطلح في تشريعها. وقد استخدمت فيرجينيا كذلك تسمية مشابهة أطلقت عليها اسم "الأطفال الذين يحتاجون إلى الإشراف (CHINS)، وهو ما لا يجب الخلط بينه وبين التسمية الأشمل نطاقًا "طفل يحتاج إلى الخدمات" (والذي يستخدم الاختصار "CHINS" للإشارة إليه كذلك)، حيث تكون الخدمات نظامية / إشرافية (بسبب سوء سلوك الطفل) أو مساعدة (بسبب إهمال أو إساءة تعامل أولياء الأمور).
1. ↑  "المبادئ الأساسية للإشراف". مداد. 8 نوفمبر 2007. اطلع عليه بتاريخ 2024-03-05.